# Heraclides de Bizanci
Heraclides de Bizanci (llatí: Heracleides, en grec antic: Ἡρακλείδης) fou un ambaixador del rei selèucida Antíoc III el Gran enviat als dos Escipions (Escipió Africà i Escipió Asiàtic el Vell) immediatament després que haguessin creuat l'Hel·lespont el 190 aC.
Se li va ordenar que oferís en nom del rei als romans la cessió de Làmpsac, Esmirna i altres ciutats de Jònia i Eòlia, i el pagament de la meitat de les despeses de guerra, però aquestes ofertes van ser rebutjades totalment pels romans. Va assajar una negociació privada amb Escipió Africà, però no va reeixir i va retornar al seu país per informar del trencament de la negociació, segons que expliquen Polibi i Titus Livi.